# Manuel Barbachano Ponce
Manuel Barbachano Ponce (* 4. April 1925 in Mérida; † 29. Oktober 1994 in Mexiko-Stadt) war ein mexikanischer Regisseur, Drehbuchautor und Filmproduzent. Die 1957 veröffentlichte Produktion Torero war 1958 für den Oscar in der Kategorie Bester Dokumentarfilm nominiert.

## Leben
Er ist der Cousin des Schriftstellers Juan García Ponce, des Fotografen Edgar de Evia und Urenkel von Miguel Barbachano y Tarrazo, dem fünffachen Gouverneur von Yucatán.

### Frühe Jahre
Er studierte Werbung und Marketing an der Columbia University in den Vereinigten Staaten. Im Jahr 1947 begann er, Drehbücher für verschiedene Unternehmen zu schreiben. 1950 produzierte er unter der Firma EMA, die er zusammen mit Carlos Velo gegründet hatte, die Wochenschau Tele Revista. Er gründete die Firma Teleproducciones und drehte mit ihr die Dokumentarfilme El cilindrero, El Botas, Tierra de chicle, Toreros mexicanos und Pintura mural. Seine erste Filmarbeit war die Verfilmung von vier Geschichten nach Erzählungen von Francisco Rojas González: Raíces (1955) unter der Regie von Benito Alazraki.

### Arbeit
In der zweiten Hälfte der 1960er Jahre begann er, im Fernsehen zu arbeiten. Ende der 1970er Jahre kehrte er zum Kino zurück: Er erwarb die Firma Clasa Films Mundiales, mit der er Regisseure wie Jaime Humberto Hermosillo (María de mi corazón) und Paul Leduc (Frida Kahlo – Es lebe das Leben) förderte.
Manuel Barbachano Ponce kaufte ein Haus in Mexiko-Stadt, das von Gabriel García Márquez als „Castillo de Dracula“ bezeichnet wurde.
Für sein fast vierzigjähriges Schaffen und sein Interesse an der Förderung junger Intellektueller und Regisseure wurde er mehrfach von der Universidad Nacional Autónoma de México, dem Havana Film Festival und der Cineteca Nacional geehrt, die ihm 1990 die Salvador Toscano Medaille verlieh.

## Filmografie (Auswahl)
- 1953: Cine verdad
- 1954: Raíces
- 1957: Torero
- 1958: Chistelandia
- 1958: Vuelve Chistelandia
- 1958: Nueva Chistelandia
- 1958: Los clarines del miedo
- 1959: Sonatas
- 1959: Nazarin
- 1959: Café Colón
- 1964: El gallo de oro
- 1965: La viuda
- 1965: Un alma pura
- 1965: Tajimara
- 1965: La sunamita
- 1965: Lola de mi vida
- 1965: Las dos Elenas
- 1965: Amor amor amor
- 1967: Pedro Páramo
- 1979: María de mi corazón
- 1982: Confidencias
- 1983: Frida Kahlo – Es lebe das Leben
- 1985: Deveras me atrapaste
- 1985: Doña Herlinda y su hijo
- 1987: Clandestino destino
- 1992: Tequila
- 1992: María de mi corazón